# European Film Award du meilleur chef décorateur
Le Prix du cinéma européen du meilleur chef décorateur (European Film Award for Best Production Designer) est une récompense cinématographique décernée depuis 1990 par l'Académie européenne du cinéma lors de la cérémonie annuelle des Prix du cinéma européen.

## Palmarès

### Années 2010
- 2010 : Albrecht Konrad pour The Ghost Writer
  - Paola Bizzarri et Luis Ramirez pour Moi, Don Giovanni (Io, Don Giovanni)
  - Markku Pätilä et Jaagup Roomet pour Püha Tõnu kiusamine

- 2011 : Jette Lehmann pour Melancholia
  - Paola Bizzarri pour Habemus papam
  - Antxón Gómez (es) pour La piel que habito

- 2012 : Maria Djurkovic pour La Taupe (Tinker Tailor Soldier Spy)
  - Elena Zhukova pour Faust
  - Niels Sejer pour Royal Affair (En Kongelig Affære)

- 2013 : Sarah Greenwood pour Anna Karénine (Anna Karenina)

- 2014[1] : Claus-Rudolf Amler pour The Dark Valley
- 2015 : Sylvie Olivé pour Le Tout Nouveau Testament[2]
- 2016 : Alice Normington pour Les Suffragettes

- 2017 : Josefin Åsberg pour The Square

- 2018 : Andreï Ponkratov pour Leto (Лето)

- 2019 : Antxón Gómez (es) pour Douleur et Gloire (Dolor y gloria)

### Années 2020
- 2020 : Cristina Casali pour The Personal History of David Copperfield  Royaume-Uni
- 2021 : Márton Ágh pour Natural Light
- 2022 :  Jim Clay pour Belfast  Royaume-Uni
- 2023 : Emita Frigato pour La Chimère
- 2024 : Jagna Dobesz pour La Jeune Femme à l'aiguille